# Circunscripciones electorales de Venezuela
Las circunscripciones electorales de Venezuela se requiere para establecer el conjunto de electores, constituido por razón de residencia en un área determina, la división político-administrativa, el idioma, la cultura, entre otros elementos, que es conocida como también circuito electoral. Este cuerpo electoral de una determina localidad geográfica tiene derecho a participar en una, algunas o todas estas elecciones. Actualmente en Venezuela hay 87 circunscripciones electorales, dividas en las 24 entidades federales. Hasta la aprobación de la Constitución de 1999 las circunscripciones electorales eran Distritos conformado por uno o más municipios, bajo la Ley Orgánica del Sufragio y la Participación Política, que fue derogada y reemplazada por la Ley Orgánica de Procesos Electorales.

## Órganos colegiados
Para elegir a los diputados a la Asamblea Nacional, Legisladores estatales y Concejales Municipales, las circunscripciones se dividen en dos, significando un sistema de representación paralelo: las circunscripciones uninominales, que representan a toda la entidad federal o municipio; y las circunscripciones plurinominales que se eligen mediante el voto personalizado y representan a la circunscripción o parroquia. Para la elección de cargos nominales, las circunscripciones electorales se rigen mediante los siguientes lineamientos:
- Para la elección de cargos nacionales y estadales, la circunscripción electoral podrá estar conformada por un municipio o agrupación de municipios, una parroquia o agrupación de parroquias, o combinación de municipio con parroquia, contiguas y continuas de un mismo estado, a excepción de las circunscripciones indígenas las cuales no tendrán limitación de continuidad geográfica.[4]

- Para la elección de cargos municipales y demás cuerpos colegiados de elección popular, la circunscripción electoral estará conformada por una parroquia o agrupación de parroquias contiguas y continuas.[4]

- Para la elección de los cargos señalados en los numerales anteriores, en los municipios o parroquias de alta densidad poblacional, las circunscripciones podrán conformarse en comunidades o comunas, considerando la dinámica política, económica, social y cultural de dichos espacios.[4]

- Para la conformación de las circunscripciones electorales, se determinará un índice poblacional. A tales fines se establecerá la población general en los estados, Distrito Capital, municipios o ámbito territorial de conformidad con lo establecido en la Ley. Dicha población general se dividirá entre el número de cargos a elegir nominalmente, la cifra resultante será el índice de la población correspondiente.[4]

- A los fines de que en cada estado, distrito o municipio, los cargos nominales a elegir se correspondan con los índices poblacionales establecidos para la conformación de las circunscripciones electorales, se podrán agrupar municipios o parroquias contiguas y continuas, hasta alcanzar el índice correspondiente o múltiplo de éste. De conformidad con lo establecido en la presente Ley, el Consejo Nacional Electoral establecerá las circunscripciones electorales, aplicando con mayor precisión posible los índices poblacionales.[4]